# La Porte du néant
La Porte du néant est la première histoire de la série Les Centaures de Pierre Seron. Elle est publiée pour la première fois dans le no 2045 du journal Spirou.

## Univers

### Synopsis
Un chasseur blesse Aurore d'un coup de feu après l'avoir confondue avec un chevreuil. Pris de remords, il la soigne avant qu'Ulysse et elle se remettent à la recherche de la porte du néant. Ils devront encore échapper aux griffes d'un chasseur d'animaux pour les cirques.

### Personnages
- Aurore et Ulysse, deux centaures cherchant à rejoindre l'Olympe.
- Un chasseur et son chien Matamore.
- Achille Buitoni, chasseur d'animaux pour les foires et les cirques.

## Historique
Les planches ont été dessinées en 1977 d'après la signature de Seron figurant au bas de celle-ci.

## Publication

### Revues
L'histoire a été publiée dans le no  2045 du 23 juin 1977 du journal de Spirou.

### Album
Publiée avec l'histoire L'étoile du nord dans l'album La Porte du néant en octobre 1982 par Dupuis sous le numéro 1 puis rééditée par MC production en octobre 1988 comme numéro 2 de la série.